# Prokuratura rejonowa

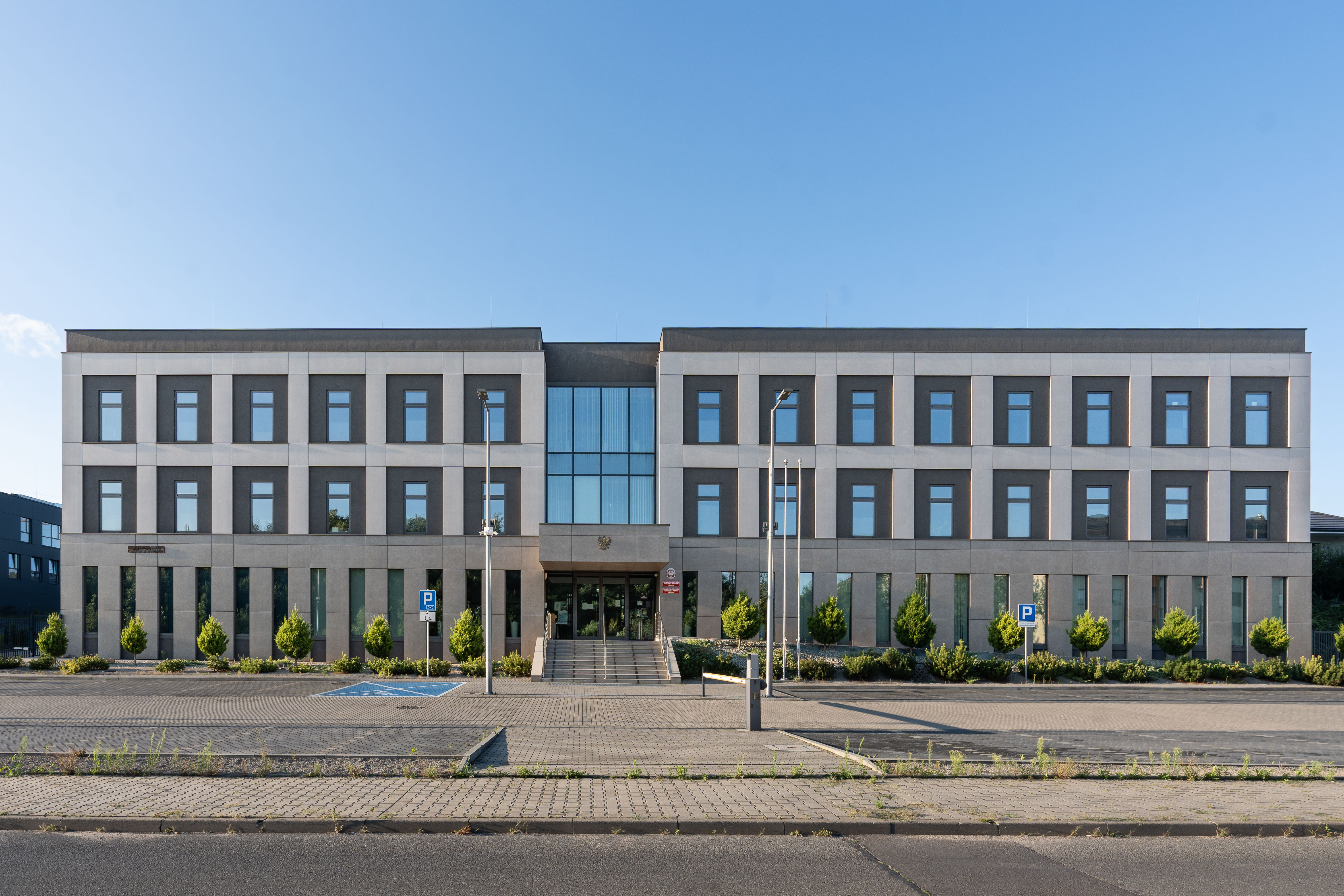
Prokuratura Rejonowa – Sosnowiec-Północ

Prokuratura rejonowa (w latach 1945-1975 jako Prokuratura Powiatowa) – powszechna jednostka organizacyjna prokuratury w Polsce w pionie cywilnym.
Prokuraturę rejonową tworzy się dla jednej lub większej liczby gmin. Prokuraturą rejonową kieruje prokurator rejonowy, który jest prokuratorem przełożonym prokuratorów prokuratury rejonowej.
W prokuraturach rejonowych mogą być tworzone działy lub sekcje, przy czym sekcje mogą być samodzielne lub wchodzić w skład działów. Działy i sekcje są tworzone według kryteriów rzeczowych lub terytorialnych. Działami lub sekcjami kierują kierownicy, a w prokuraturach o niewielkiej obsadzie kadrowej – prokurator rejonowy lub jego zastępca.
Prokuratury rejonowe nie mają rzecznika prasowego. Stałe kontakty z mediami utrzymuje prokurator rejonowy lub jego zastępca, jeśli zostanie do tego wyznaczony.
Na szczeblu rejonu nie ma samoistnego organu samorządu prokuratorskiego, jednak prokuratury rejonowe delegują swoich przedstawicieli do zgromadzenia prokuratorów oraz kolegiów prokuratur okręgowych.
Istnieje 342 prokuratur rejonowych oraz 7 ośrodków zamiejscowych prokuratur rejonowych (stan na czerwiec 2018).